# Mmm Papi
«Mmm Papi» — песня американской исполнительницы и автора песен Бритни Спирс. Песня была написана Спирс и Николь Морьер, в то время как дополнительное авторство и продюсюрование было возложено на канадскую группу Let's Go to War, чьими членами являются Генри Уолтер, Адриен Гуф и Питер-Джон Керр для шестого студийного альбома Спирс, Circus (2008). В «Mmm Papi» было замечено влияние латиноамериканской поп-музыки как и у Мадонны в «La Isla Bonita» (1987). Слова песни повествуют о женщине, которая увлечена мужчиной и жаждет, чтобы он пришёл и забрал её прочь.
«Mmm Papi» получила в основном неодобрительные отзывы от критиков. Многие сказали, что в песне отражены проблемы Спирс с мужчинами, и предположили, что слова связаны и её отцом Джейми Спирсом и папарацци Аднаном Галибом. Предположения впоследствии были отвергнуты соавтором Морьер. Песню также сравнили с «Come On-a My House» Розмари Клуни (1951). Несмотря на то, что она не вышла как сингл, тем не менее «Mmm Papi» достигла пика на девяносто четвёртой строке в Billboard Pop 100, благодаря средним ротациям на станциях mainstream top 40, продажам синглов и цифровым скачиваниям.

## Предпосылка
«Что касается треков, созданных под нашим вдохновением , мы вложили что-то иное. Результатом стала «эротическая ода в духе 60-х, посвящённая сексуальному любовнику, и помпезная электро-рок песня о падении в омут любви».
В 2008 было подтверждено, что Спирс записывала свой шестой альбом. Менеджер Спирс Ларри Рудольф подтвердил, что певица провела «все своё лето в записывающей студии» во время работы над ним. Несмотря на то, что не было официального подтверждения альбома на тот момент, Рудольф признался, что они были рады её прогрессу, и что Спирс работала с целым отрядом продюсеров, такими как, Шон Гарретт, Гай Сигсуорт, Danja и Bloodshy & Avant. «Mmm Papi» была написана Спирс и Николь Морьер весной и летом 2008. Помимо «Mmm Papi», были ещё «Rock Me In» и «Whiplash». Обе хотели сделать что-то такое, что Спирс не делал прежде. «Mmm Papi» и «Rock Me In» вошли на шестой студийный альбом Circus (2008); однако, «Whiplash» не прошла отбор. Морьер пояснила: «Есть пара крутых песен, над которыми мы начали работать, но так и не закончили. Может, мы послушаем их однажды на свежую голову и выпустим их, но обычно я предпочитаю что-то новенькое».
Дополнительное соавторство и продюсирование песни было возложено на канадскую группу Let's Go to War, чьими членами являются Генри Уолтер, Адриен Гуф и Питер-Джон Керр. В интервью с The Canadian Press Уолтер признался, что сначала они послали демо на Jive Records для Circus. После заключения контракта менеджеры Спирс потребовали небольшие изменения в песне, сделав «Mmm Papi» «абсолютно отличной от оригинальной». Уолтер признался, что у них не было контакта с певицей во время создания песни, но они посчитали «Mmm Papi» «чем-то иным для Бритни», а также «интересным треком, который не пытается чем-то выделяться». Спирс записала свой вокал для песни в 2008 в Train Tracks Studios и Conway Recording Studios в Лос-Анджелесе с Уолтером и Эриком Эйландсем. На гитаре играл Крис Уорти, а микшировал Тони Масерати.

## Композиция
«Mmm Papi» — это латиноамериканская поп песня, которая длится три минуты и двадцать две секунды. У песни есть дансхолл элементы и стиль гоу-гоу 1960-х вперемешку с аплодисментами и рок-гитарой. Анна Димонд из TV Guide почувствовала влияние «La Isla Bonita» Мадонны (1987) на песню, и назвала её «одой тропической жизни (а, возможно, и мужским фруктам)». Ходили слухи, что слова имеют отношение либо к отцу Джейми Спирс, либо к папарацци Аднану Галибу. Однако, эти версии были отвергнуты Морьер, которая сказала: «песня совсем не об Аднане, я все время работала со [Спирс] последнюю весну и лето и никогда не видела этого парня». Морьер описала «Mmm Papi» как весёлую быстроритмичную песню, при этом сказав, что заголовок «пришёл из [строчки] Mmm Papa Luv U». Дилан Кикхэм с Entertainment Weekly сказал, что «песня — это экстравагантная попытка соединить латиноамериканский поп с психоделическим соулом 60-х».

## Отзывы критиков
«Mmm Papi» получил в основном неодобрительные отзывы от критиков того времени. Алексис Петридис из The Guardian сказал, что трек был весёлым, но порицал появление на Circus из-за «очередного возникновения персоны Лолиты, как и в случае с …Baby One More Time». Крис Уилман из Entertainment Weekly сказал, что в песне «[Спирс] выставила себя ветреной девочкой с детским голосочком на фоне гоу-гоу рок-гитары из 1960-х». Джон Марфи из musicOMH сказал, что «любая строчка об интиме [в „Mmm Papi“] может объяснить её недавние проблемы с мужчинам», в то время как Кэри Ганц из Rolling Stone сказал, что певица «переносит свою психодраму в [песню]», и посчитал её «гоу-гоу фигнёй о проблемах с папой». Эрик Хендерсон из Slant Magazine прокомментировал: «будоражащая „Mmm Papi“ — зов голода сексуального характера». Крис Ричардс из The Washington Post сказал, что песня «пытается скопировать суперуспех „Toxic“, но быстро тухнет потому что Спирс перебарщивает в некоторых важных песнях своей карьеры», в то время, как Энн Пауэрс из Los Angeles Times сравнила её стиль с «Come On-a My House» Розмари Клуни (1951). Пауэрс также сказала, что у Спирс «довольно ужасный латиноамериканский акцент» в песне.
Джим Дерогатис из Chicago Sun-Times не понравилась «Mmm Papi» потому, что это «самая неприятная [песня] на [Circus].» Камерон Андерс из Herald Sun назвал «Mmm Papi» «жалкой копией нового звучания Гвен Стефани». Бен Райнер из Toronto Star назвал её «ужасной», как и «My Baby» и «жутким детским лепетом». Поппи Козинс из The Sun раскритиковал лирику песни, посчитав её «слова экстравагантными со ссылкой на неразбериху [Спирс] с любовью/ненавистью отца/дочери». Пит Пафидес из The Times сказал, что «Mmm Papi» «была бы не менее сексуальной, если её спела Кристин Гамильтон», в то время, как в рецензии от The Independent было сказано, что в песне «появляется бывший Мышькетёр в роли роботизированной куклы-нимфоманки — стонущей и ворчащей „давай развлечёмся“, которая чем-то отдаленно напоминает секс-киборга из будущего». Дэррил Стердан из Jam! подарил «Mmm Papi» позитивный отзыв, сказав, «меж самым крутым экстазом, звонкой гитарой, органным роком и нелепым вокалом, это, должно быть, самая приятная запись на диске. Чистое веселье.» Несмотря на то, что она не вышла как сингл, «Mmm Papi» достигла пика на девяносто четвёртой строке в Billboard Pop 100 10 декабря 2008, благодаря небольшим ротациям на mainstream top 40, продажам синглов и цифровым скачиваниям.

## Участники записи
Запись
- Записано в студии Train Tracks в Лос-Анджелесе, штат Калифорния .
- Дополнительная запись на студии звукозаписи Conway в Лос-Анджелесе, штат Калифорния .
- Сведение Two Chord Music, Inc. в Canaan Road Studios и Looking Glass Studios в Нью-Йорке, Нью-Йорк .

Участники записи

| - Бритни Спирс — ведущий вокал, фоновый вокал, написание песен - Николь Морье — фоновый вокал, продюсер, написание песен - Генри Уолтер — написание песен, продюсер, запись вокала, программирование - Адриен Гоф — написание песен, продюсер, программирование | - Питер-Джон Керр — написание песен, продюсер, программирование - Эрик Эйландс — запись вокала - Крис Уорти — гитара - Тони Мазерати — смешивание |